# Příště budeme chytřejší, staroušku!
Příště budeme chytřejší, staroušku! je československý film z roku 1982 natočený Petrem Schulhoffem.

## Děj
Vašátko a Makovec jsou dva nerozluční zlodějíčkové a podvodníci, kteří jsou propuštěni z vězení dříve za slušné chování a řekli si, že již nebudou provádět žádné další podvody a najdou si práci. Po několika nezdařených pokusech najít si práci se vrátí k drobným krádežím a podvodům. Nakonec jsou znovu dopadeni a uvězněni.

## Zajímavost
Na filmu výtvarně spolupracoval kreslíř, karikaturista, ilustrátor a humorista Jiří Winter - Neprakta.

## Osoby a obsazení
| Karel Augusta     | Vašátko            |
| František Peterka | Makovec            |
| Helena Růžičková  | Julinka            |
| Jaroslav Heyduk   | Vobořil            |
| Antonín Hardt     | Karas              |
| Zdeněk Srstka     | Pidloch            |
| Václav Štekl      | Babánek            |
| Božena Böhmová    | Babánková          |
| Zdeněk Dítě       | Exner              |
| Vladimír Hlavatý  | děda Kulík         |
| Dalimil Klapka    | Kotlář             |
| Bohuslav Čáp      | Koudelka           |
| Eva Svobodová     | šatnářka           |
| Jiří Lír          | dispečer           |
| Jana Altmanová    | úřednice           |
| Zuzana Burianová  | sekretářka         |
| Vítězslav Černý   | prodavač losů      |
| Aja Farkačová     | blondýna           |
| Adolf Filip       | vyšetřovatel       |
| Jiří Havel        | skladník           |
| Miloslav Homola   | vedoucí obchodu    |
| Vladimír Hrabánek | dozorčí            |
| Vladimír Hrubý    | rybář              |
| Vladimír Ptáček   | příslušník VB      |
| Vladimír Salač    | televizní reportér |
| Raoul Schránil    | Seladon            |
| Jan Skopeček      | velitel věznice    |
| Karel Vavřík      | vrátný             |
| Gustav Ondráček   | vrátný             |
| Oldřich Velen     | mistr Straka       |